# Thyssen Henschel UR-416
El Thyssen Henschel UR-416 es un transporte blindado de personal alemán que entró en servicio en 1969, construido sobre el mismo chasis del camión ligero Unimog de Daimler Truck.

## Desarrollo
Como existían varios usuarios del UNIMOG en el extranjero, se consideró que muchos de ellos aceptarían una versión con chasis reforzado y blindado. Por lo que en 1965 esta idea fue plasmada sobre un chasis de Unimog 4 x 4. El UR-416 fue producido desde 1969 solamente para exportación. El casco es de acero soldado, con un espesor de 9 mm. El chofer va al frente, donde también está el puesto del comandante del vehículo.
El UR-416 fue desarrollado como un emprendimiento privado por Rheinstahl Maschinenbau (que más tarde pasaría a ser Thyssen Maschinenbau y ahora es Henschel Wehrtechnik GmbH). El primer prototipo fue finalizado en 1965 y la producción comenzó en 1969 construyéndose 1.030 unidades principalmente para el mercado de exportación. La serie UR-416 ya desfasada fue reemplazada por el TM 170, que a su vez ha sido desfasado. El UR-416 fue principalmente diseñado para operaciones de seguridad interna, también puede ser empleado para una gran variedad de acciones tales como vehículo de mando, comunicaciones, reconocimiento o taller móvil. 

## Descripción
El UR-416 es básicamente el chasis de un vehículo todo terreno Mercedes-Benz Unimog equipado con una carrocería blindada. Sus piezas de repuesto son las mismas que emplea el camión, disponibles en cualquier concesionario.
Puede transportar 8 soldados en la parte posterior, el motor está situado en el centro. Tiene una puerta de tamaño medio a cada lado, sin puerta en la parte posterior del vehículo. Su alta movilidad con suspensión de gran recorrido que se adapta al terreno. Generalmente está armado con ametralladoras ligeras, es posible montar otras armas como por ejemplo cañones de agua y torretas armadas con cañones automáticos de 20 mm. Hay versiones de comunicaciones, ambulancia y vehículo de mando.
Entre las opciones figuran un torno de 5 toneladas, un sistema de visión nocturna (pasivo, o activo), pala para retirar obstáculos, megáfonos para informar al público y otros. A cada lado hay dos troneras.
Más de 1000 vehículos fueron exportados a países de África, Oriente Medio y Europa. El vehículo es frecuentemente empleado para patrullar objetivos sensibles como aeropuertos y diversas operaciones policiales. Rara vez es empleado en operaciones militares como transporte de tropas.
En resumen, es muy similar al ACMAT TPK 4.2 PSF, siendo ambos derivados de camiones militares que han tenido gran éxito cuya capacidad de carga les permite montar carrocería blindada. Ambos vehículos son económicos y tienen un desempeño limitado, pero con alta eficiencia y compatibilidad con la línea logística de los camiones, siendo frecuentemente la única alternativa para ejércitos y fuerzas aéreas con presupuesto reducido, o fuerzas paramilitares.

## Variantes

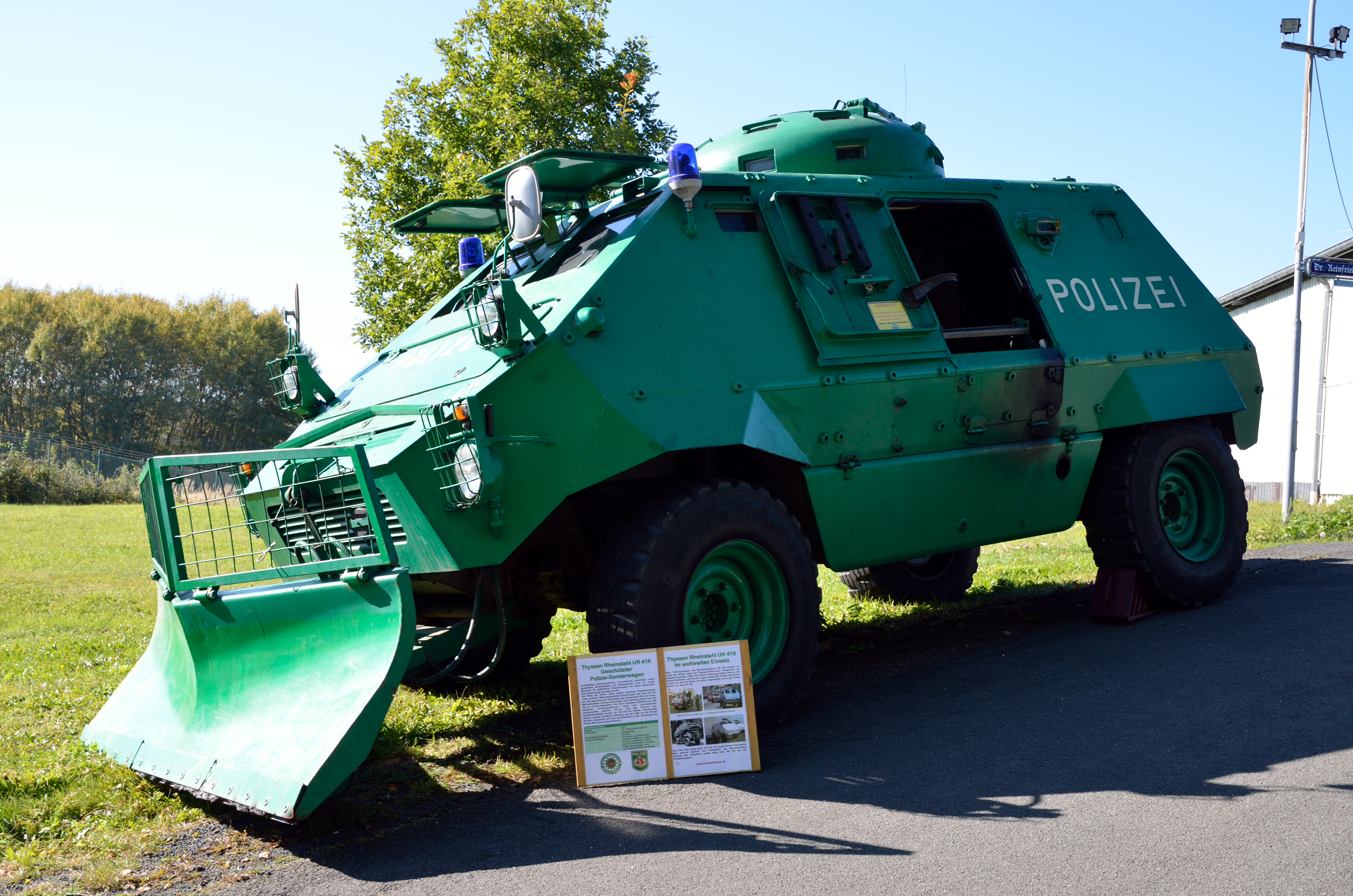
Un UR-416 de la Policía alemana.

Ambulancia - Transporta a ocho personas sentadas, o cuatro personas sentadas y dos camillas más una tripulación de dos.
Mando y Enlace - Puede tener equipos de comunicación adicionales y paneles de mapas.
Seguridad interna - El modelo de seguridad interna puede estar equipado con una hoja para retirar obstáculos en la parte delantera del casco. La mitad inferior de la hoja es de acero soldado con malla de refuerzo y la mitad superior tiene un marco de tubos con una robusta malla de alambre que le permite observar el camino al chofer y al comandante. La elevación de la hoja puede ajustarse hidráulicamente desde el puesto del chofer, así como retirarse cuando no es empleada y se almacena en la parte posterior del casco. El vehículo puede ser equipado con las mismas torretas del modelo de reconocimiento, pero se ha desarrollado una cúpula específica para el papel de seguridad interna. Esta cúpula puede girar a 360° y fijarse en cualquier posición necesaria. Al frente tiene dos visores con vidrio blindado y afustes hemisféricos. La escotilla de la cúpula se abre en su parte posterior y puede quedarse abierta a 180°. Dos visores con afustes hemisféricos y otros 10 visores más (en doble fila) ofrecen una observación mejorada. A la derecha de los dos montajes hemisféricos hay una trampilla que se abre para sostener la boquilla de un dispersador de gas lacrimógeno; este gas es transportado en tanques con una capacidad máxima de 500 l.
Reconocimiento - Esta variante puede ser equipada con torretas para varios tipos de armas.
Mantenimiento/Taller móvil - Esta variante tiene un juego completo de herramientas, mesas de trabajo un tornillo de banco y equipo para corte, así como un marco en "A" que puede levantarse delante del casco para que el vehículo pueda cambiar motores y otros componentes. Cuando se emplea el marco en "A", se bajan dos estabilizadores en la parte delantera del casco.
Policía - El vehículo puede ser equipado para uso policial, con escudo barreminas o faro de búsqueda, o más militarmente con sistema de control de presión de neumáticos, protección NBQ y aparatos de visión nocturna, así como torretas con ametralladoras o un cañón automático de 20 mm.

## Copias sin licencia
A fines de la década de 1970, el UR-416 empezó a ser copiado por algunos países sujetos a embargos de armamento y organizaciones guerrilleras que no podían comprarlo legalmente.

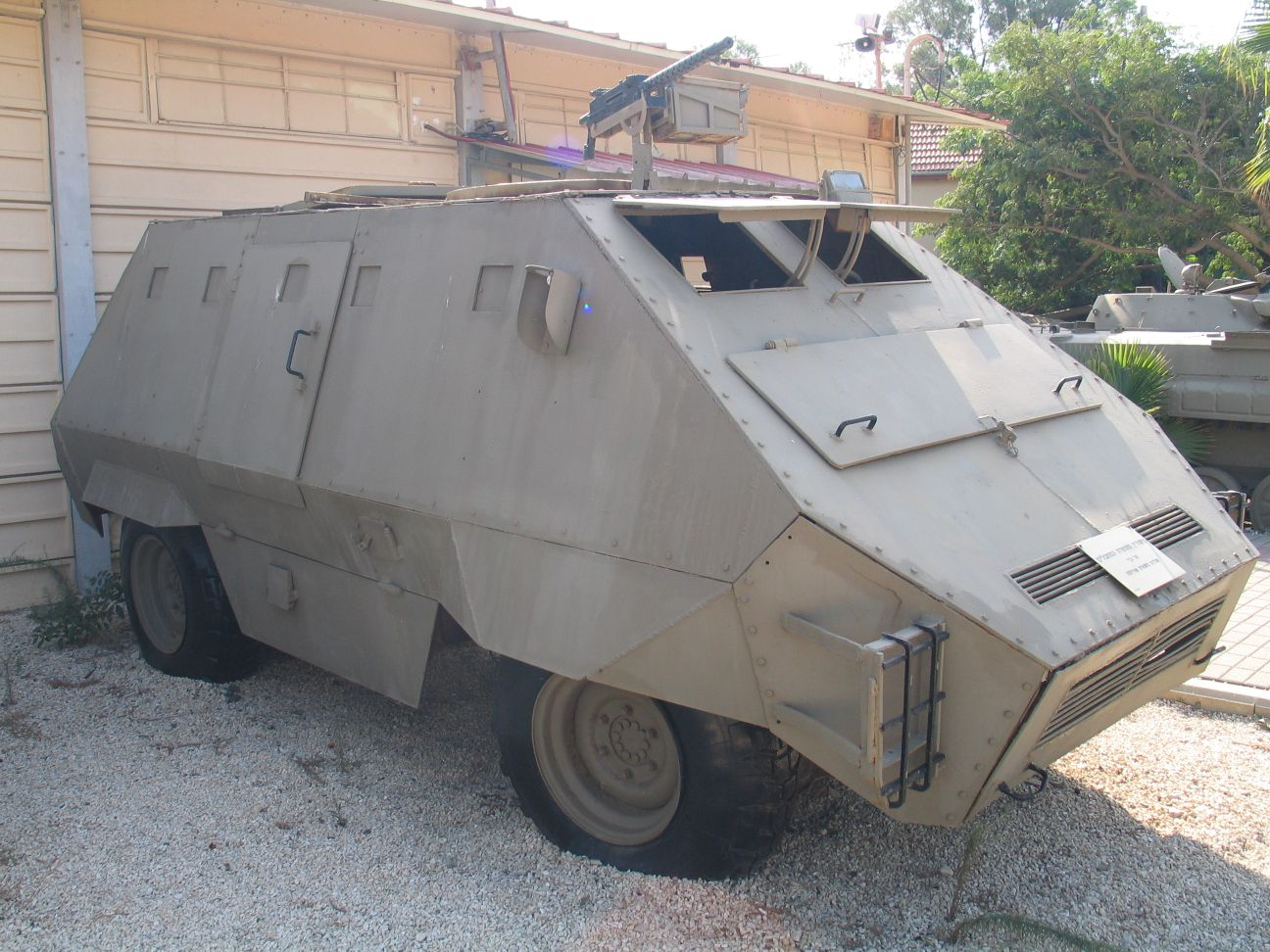
Copia de un UR-416 construida por la OLP en el museo Batey ha-Osef de Tel-Aviv, Israel.

### OLP
Las facciones guerrilleras de la Organización para la Liberación de Palestina (OLP) con base en el Líbano, ensamblaron en sus talleres de los campos de refugiados de Beirut Occidental unos ocho automóviles blindados que apenas se distinguían del UR-416 original. Entre los detalles menores estaba la ubicación de los faros, que iban remachados a los lados del compartimiento del motor y estaban protegidos por una cubierta en forma de caja, en lugar de ir montados en el techo como en el modelo alemán.
Fueron mostrados al público por primera vez en un desfile de la OLP que tuvo lugar en Beirut en abril de 1981, algunos de ellos armados con lanzadores de misiles antitanque AT-3 Sagger o ENTAC, aunque fotografías de la época muestran que eran más frecuentemente armados con una sola ametralladora Browning M1919A4 de 7,62 mm o Browning M2HB de 12,7 mm montada sobre el techo. 

### Rodesia
Otro país que produjo copias sin licencia del UR-416 en la década de 1970 fue Rodesia. En octubre de 1976 los Selous Scouts, la unidad especial contrainsurgencia del Ejército rodesio, decidieron construir dos vehículos blindados de este tipo para sus incursiones encubiertas contra las bases guerrilleras situadas en Mozambique. Los planos fueron dibujados en la oficina del Cuerpo de Ingenieros Rodesios a partir de un folleto promocional y los vehículos fueron ensamblados en apenas tres semanas en los Talleres del Ejército del Cuartel Inkomo por un equipo de Scouts empleando planchas de acero sudafricano Iscor con un espesor de 6 mm. Sin embargo, no estaban protegidos contra minas terrestres, al contrario de otros vehículos blindados rodesios. Apodado como "Cerdo", el primer vehículo era una copia exácta del diseño original, con una carrocería soldada y un compartimiento de tropas cerrado. El segundo "Cerdo" apenas se distingía por un techo elevado sobre los asientos del comandante y el chofer, una puerta posterior y el compartimiento de tropas al descubierto, lo que permitía el montaje de tres ametralladoras FN MAG de 7,62 mm sobre afustes soldados en las paredes del vehículo. Para mayor potencia de fuego, los vehículos eran frecuentemente armados con baterías dobles de ametralladoras Browning M2 de 12,7 mm o cañones automáticos Hispano-Suiza Mk V de 20 mm modificados, desmontados de los viejos cazas monoplaza Vampire Mk9 de la Fuerza Aérea de Rodesia y montados sobre un pedestal equipado con un escudo para proteger al artillero.
El diseño del UR-416 proveyó la base que inspiró a los rodesianos para desarrollar al más avanzado y exitoso Mine Protected Combat Vehicle en 1978-79.

## Historial de combate
Al menos un UR-416 de la OLP fue capturado en Beirut Occidental por las Fuerzas de Defensa de Israel (FDI) en la víspera de la invasión israelí del Líbano en junio de 1982, hoy siendo expuesto en el Museo Batey ha-Osef de Tel Aviv, Israel. La milicia cristiana proisraelí Fuerzas Libanesas (FL) también logró recuperar otro vehículo semejante a comienzos de 1983, que fue empleado por sus unidades "Comando" en la cabeza de puente de Sidón contra la milicia local de la Organización Popular Nasserista (OPN). Este vehículo fue más tarde capturado por la OPN a las FL, poniéndolo en servicio y quedando en su poder hasta el final de la Guerra Civil Libanesa en octubre de 1990. Se desconoce el destino de los otros 6 vehículos, varias fuentes afirmando que fueron dejados incompletos en sus talleres de Beirut Occidental y más tarde fueron destruidos durante los violentos enfrentamientos que asolaron la capital libanesa durante la década de 1980.
Los "Cerdos" rodesios fueron exitosamente probados en combate por una mini-columna de los Selous Scouts que asaltó dos campamentos del EALNZ en la región de Mapai en el sur de Mozambique a finales de 1976 (Operación Mardon), aunque su falta de protección ante minas terrestres demostró ser una gran desventaja. A pesar de sus defectos, los vehículos tuvieron un buen desempeño en las operaciones de los Selous Scouts e incluso tras la disolución de la unidad en 1980, quedando en servicio con el nuevo Ejército Nacional de Zimbabue por varios años más.

## Usuarios
Los actuales usuarios del UR-416 son:
- Alemania, con la Policía antidisturbios.
- Arabia Saudita.
- Argentina.
- Catar.
- Ecuador.
- El Salvador, 8 en servicio con el Ejército de El Salvador.
- España, 20 al servicio del Cuerpo Nacional de Policía de España.
- Filipinas.
- Kenia.
- Marruecos.
- Pakistán, 46 en servicio con el Ejército pakistaní.[5]
- Perú, Adquirió una cantidad de 225 unidades, de las cuales 220 siguen operativas.
- Togo.
- Turquía.
- Venezuela, con la Guardia Nacional de Venezuela.

### Antiguos usuarios
- Grecia, Policía.
- Líbano, un vehículo anteriormente empleado por la OLP, en servicio con la milicia Fuerzas Libanesas y posteriormente con la Organización Popular Nasserista.
- Autoridad Palestina, 8 en servicio con la Organización para la Liberación de Palestina en el Líbano.
- Países Bajos.
- Rodesia (hoy  Zimbabue), 2 en servicio con los Selous Scouts fueron heredados por el estado sucesor.[6]

## El UR-416 en la cultura popular
Su única aparición en un largometraje fue en la película Sheena de 1984, donde era empleado por el Coronel Jorgensen y su pequeño ejército de mercenarios, los Boinas Negras.
En la tercera temporada de La casa de papel, un UR-416 es el protagonista de un intento de asalto contra los atracadores, siendo el mismo destruido por la acción de un RPG 7.
En el episodio 44 de la segunda serie anime de Lupin III, aparece un vehículo blindado claramente inspirado en el UR-416, con el añadido de un tercer eje.